# Siapkat
Siapkat (Seapcat), ogranak Pisquows Indijanaca koji su nekada živjeli na istočnoj obali Columbije, oko Bishop Rocka i Milk Creeka u Washingtonu (nasuprot današnjeg grada Malaga), a kasnije u okrugu Kittitas. Uz ostale susjedne skupine obuhvaćeni su ugovorom u Camp Stevensu iz lipnja 1855., a 1876. spominju se kao jedna od 14 konfederiranih Yakima bandi, gdje još možda imaju potomaka među plemenima s rezervata Yakima u Washingtonu.